# Милена Радуловић
Милена Радуловић (Београд, 29. јануар 1995) српска је позоришна, филмска и телевизијска глумица. Њена прва улога била је у телевизијској серији Једне летње ноћи, у којој је тумачила улогу Лоле Бранковић.

## Биографија
Рођена је 1995. године у Београду. Од шестог разреда основне школе била је члан драмског студија Мике Алексића (којег ће касније осумњичити за силовање). Похађала је Четврту београдску гимназију, а потом је уписала Факултет драмских уметности у Београду. Дипломирала је 2017. године с најбољим просеком (9,46) у класи Биљане Машић. Такмичила се у латино и стандардним плесовима, тренирала је тенис и пливање, а скијање и роњење су такође вештине којима влада.

## Глумачка каријера
Прву улогу добила је по завршетку прве године студија у телевизијској серији Једне летње ноћи у режији Ивана Стефановића, а по мотивима романа То је било једне ноћи на Јадрану Милице Јаковљевић (Мир-Јам). Одмах затим добила је и улогу принцезе Хлиф Зи Хо у дечијем серијалу Свемирска принцеза у продукцији РТС-а. По завршетку студија уследиле су улоге у филму Патуљци са насловних страна, те у серијама Беса, Пет и Државни службеник. Почетком 2019. године дебитовала је главном женском улогом, болничарке Јасне у филму руско-српске продукције Балканска међа.

## Улоге

### Филмографија
| Год.       | Назив                         | Улога               | Напомена                |
| ---------- | ----------------------------- | ------------------- | ----------------------- |
| 2010-те    |                               |                     |                         |
| 2015.      | Свемирска принцеза            | Принцеза Хлиф Зи Хо | ТВ серија, ? еп.        |
| 2015.      | Једне летње ноћи              | Лола                | ТВ серија, главна улога |
| 2015.      | Сад ја мало снимам            | Софија              | кратки филм             |
| 2016.      | Прваци света                  | колегиница          | ТВ серија, 6 еп.        |
| 2017.      |                               | млада жена          |                         |
| 2018.      | Патуљци са насловних страна   | Жаклина             |                         |
| 2018—2019. | Пет                           | Соња                | ТВ серија, главна улога |
| 2019.      | Беса                          | Стана               | ТВ серија, 2 еп.        |
| 2019.      | Балканска међа                | Јасна               |                         |
| 2019—2020. | Државни службеник             | аналитичарка Лидија | ТВ серија, 23 еп.       |
| 2020-те    |                               |                     |                         |
| 2020.      | Колска ултрадубока            | Ана                 |                         |
| 2021—2023. | Бележница професора Мишковића | Јелена              | ТВ серија, главна улога |
| 2021—2023. | Тома                          | Нада                |                         |
| 2022.      | Кошаре                        |                     |                         |
| 2022.      | Траг дивљачи                  |                     |                         |
| 2022.      | Тома                          | Нада                | ТВ серија               |
| —          |                               | жена                | кратки филм             |

### Спотови
- Ћутаћу — Марко Луис (2021)[2]

## Награде
- Награда Освајање слободе: 2021.[3]